# Comuna Kalînivka, Zboriv
Kalînivka (în ucraineană Калинівка) este o comună în raionul Zboriv, regiunea Ternopil, Ucraina, formată din satele Kalînivka (reședința), Krasne și Pohribți.

## Demografie
Componența lingvistică a comunei Kalînivka
     Ucraineană (99,88%)
     Alte limbi (0,12%)
Conform recensământului din 2001, majoritatea populației comunei Kalînivka era vorbitoare de ucraineană (99,88%), existând în minoritate și vorbitori de alte limbi.